# Materpiscis
A Materpiscis attenboroughi a páncélos őshalak (Placodermi) osztályának Ptyctodontida rendjébe, ezen belül a Ptyctodontidae családjába tartozó faj.

## Tudnivalók

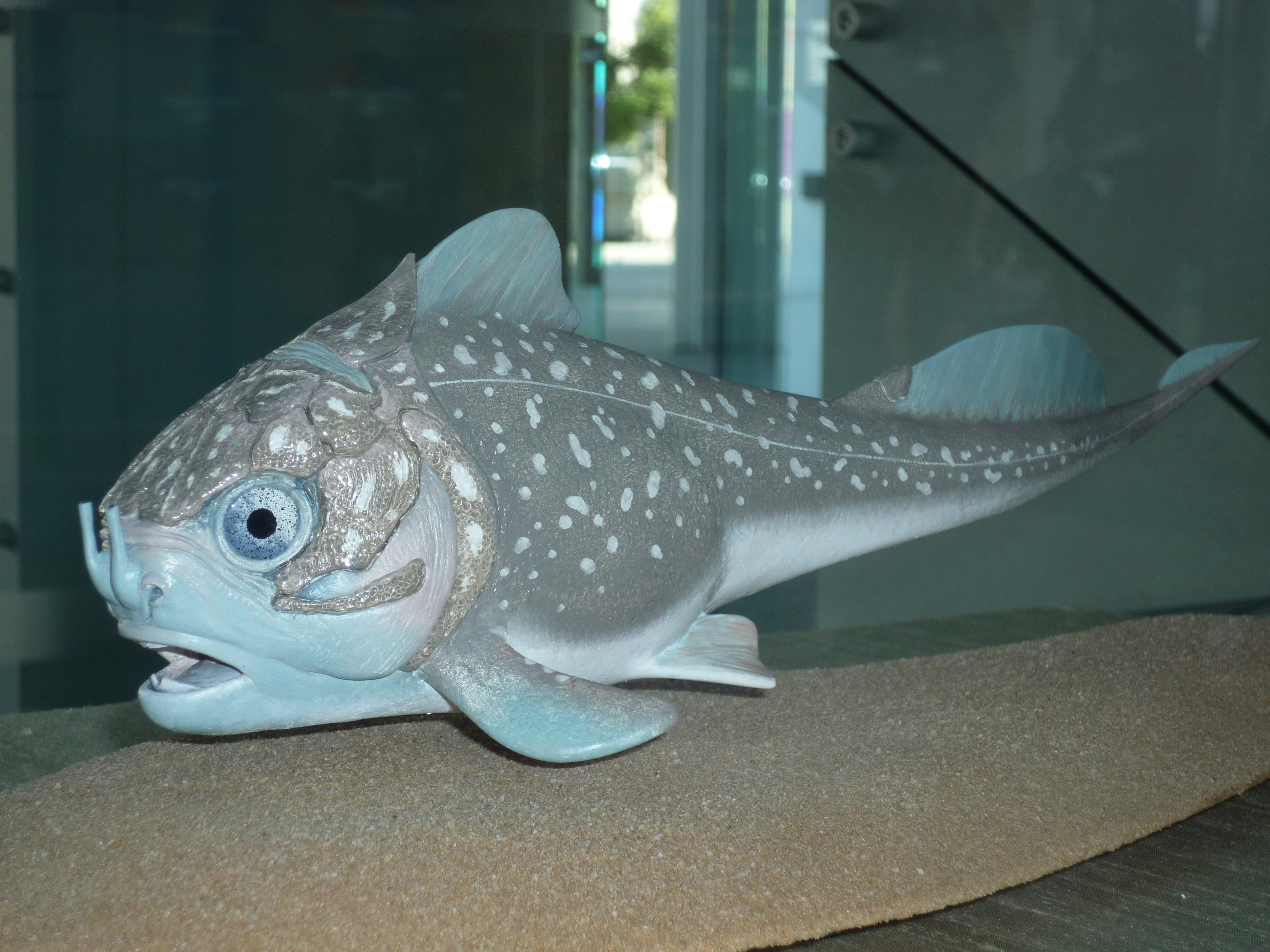
Materpiscis attenboroughi modell egy múzeumban

A porcos halak fejlődéstörténete során többször is kialakult az igazi elevenszülés: A páncélos őshalak szolgáltatták az első bizonyítékot a porcos gerincesek elevenszülésére, és így közvetett módon a belső megtermékenyítésre is. A késő devonból származó ~380 millió éves fosszilis példányt Északnyugat-Ausztráliában Kimberley területén, a Lindsay Hatcher 2005-ben vezetett expedíciója fedezte fel, melynek a tudományos neve 'Materpiscis attenboroughi (Materpiscis = anyahal). Az egyedülálló fosszília belsejében jól látható a még meg sem született embrió, a méhlepény és a köldökzsinór. A Materpiscis az eddigi felfedezett, legősibb gerinces, amely az igazi elevenszülést alkalmazta.
A fosszíliát a mészkőből álló Gogo Formation-ban találták meg. A mészkövet ecetsavval oldották fel, hogy előkerüljön a megkövesedett halmaradvány. E fajból, eddig csak egy példányt találtak meg.
A felfedező csapat, melynek főnöke John A. Long volt, aki a Museum Victoria (Victoria Múzeumnak) az alkalmazottja, 2008-ban jelentették ki felfedezésüket.
A Materpiscis körülbelül 28 centiméter hosszú volt. Szájában erős, csontos, fogszerű lemezek ültek, amelyek segítségével valószínűleg kagylókat és virágállatokat őrölt meg.
A páncélós őshalak közül csak a Ptyctodontida-fajoknál mutatkozott a nemi kétalakúság, mivel a hímeknek kettős hímvesszőik voltak, míg a nőstényeknek a hasúszó tőve sima volt. Emiatt a paleontológusok gyanították, hogy ezek az állat belső megtermékenyítéssel szaporodtak. A Materpiscis, és a szintén Gogo Formation-ban talált Austroptyctodus fosszíliái bebizonyították e feltételezések helyességét.
A Materpiscis attenboroughi-t a 2008-as év, tíz legfontosabb, újonnan felfedezett faj közé sorolta az Arizona State University kutató egyesülete és a nemzetközi rendszertannal foglalkozó csoport.
E halfaj neve Materpiscis attenboroughi. A „Materpiscis” nem név „anyahal”-at jelent, míg a faj név „attenboroughi” David Attenborough brit természettudós, dokumentumfilmes, az ismeretterjesztő televízióműsorok készítő tiszteletére kapta. David Attenborough volt az, aki 1979-ben a „Life on Earth” című dokumentumfilm sorozatban felhozta a figyelmet a Gogo lelőhely fontosságára.
A Materpiscist az „Animal Armageddon” című dokumentumfilm sorozat második részében mutatják be.

## Fordítás
- Ez a szócikk részben vagy egészben  a   Materpiscis című angol Wikipédia-szócikk fordításán alapul.  Az eredeti cikk szerkesztőit annak laptörténete sorolja fel. Ez a jelzés csupán a megfogalmazás eredetét és a szerzői jogokat jelzi, nem szolgál a cikkben szereplő információk forrásmegjelöléseként.